# Senad Karahmet
Senad Karahmet (25 februari 1992) is een voormalig Bosnische voetballer, die ook de Belgische nationaliteit heeft.
Senad maakte zijn debuut in de eerste klasse op 28 april 2012 in de play-offthuismatch tegen K. Lierse SK,  KV Mechelen won toen met 4-3. Hij mocht in de basis starten omdat Antonio Ghomsi geschorst was.
Op dinsdag 1 juli 2014 heeft hij een contract voor 2 seizoenen getekend bij Ruch Chorzów. Sinds 11 juli 2015 speelt Senad Karahmet voor het Bosnische FK Mladost Doboj-Kakanj, uitkomend in de hoogste afdeling (Premijer Liga) van Bosnië & Herzegovina.

## Statistieken
| Seizoen         | Club                   | Competitie             | Competitie | Competitie | Play-offs | Play-offs | Beker | Beker | Totaal | Totaal |
| Seizoen         | Club                   | Competitie             | Wed.       | Dlp.       | Wed.      | Dlp.      | Wed.  | Dlp.  | Wed.   | Dlp.   |
| --------------- | ---------------------- | ---------------------- | ---------- | ---------- | --------- | --------- | ----- | ----- | ------ | ------ |
| 2011-2012       | KV Mechelen            | Jupiler Pro League     | 0          | 0          | 2         | 0         | 0     | 0     | 2      | 0      |
| 2012-2013       | KV Mechelen            | Jupiler Pro League     | 3          | 0          | 1         | 0         | 0     | 0     | 4      | 0      |
| 2013-2014       | KV Mechelen            | Jupiler Pro League     | 6          | 0          | 0         | 0         | 0     | 0     | 6      | 0      |
| 2014-2015       | Ruch Chorzów           | Ekstraklasa            | 0          | 0          | —         | —         | 0     | 0     | 0      | 0      |
| 2015-2016       | FK Mladost             | Premijer Liga          | 19         | 0          | —         | —         | 0     | 0     | 19     | 0      |
| 2016-2017       | FK Mladost             | Premijer Liga          | 13         | 0          | —         | —         | 0     | 0     | 13     | 0      |
| 2017-2018       | FK Mladost             | Premijer Liga          | 23         | 1          | —         | —         | 0     | 0     | 23     | 1      |
| 2018-2019       | Cappellen FC           | Tweede klasse amateurs | 0          | 0          | 0         | 0         | 0     | 0     | 0      | 0      |
| 2019-2020       | KSK Heist              | Eerste klasse amateurs | 4          | 0          | 0         | 0         | 0     | 0     | 4      | 0      |
| 2020-2021       | City Pirates Antwerpen | Tweede afdeling        | 0          | 0          | 0         | 0         | 0     | 0     | 0      | 0      |
| Carrière totaal | Carrière totaal        | Carrière totaal        | 68         | 1          | 3         | 0         | 0     | 2     | 73     | 1      |

Bron: Senad Karahmet op soccerway.com